# Винницко-Ивановский сельский совет
Винницко-Ивановский сельский совет — входит в состав Богодуховского района Харьковской области Украины.
Административный центр сельского совета находится в селе Винницкие Иваны
.

## История
- 1918 — дата образования.

## Населённые пункты совета
- село Винницкие Иваны
- село Дегтяри
- село Короткое